# Власов, Пётр Иванович
Пётр Иванович Власов (12 июля 1904 год, Тула, Российская империя — 1976 год) — советский государственный деятель. Исполняющий обязанности наркома рыбной промышленности Казахской ССР.

## Биография
Пётр Иванович Власов родился 12 июля 1904 года в городе Тула в семье рабочего. По национальности русский. Его отец, Иван Власов, был слесарем и активным участником революционного движения, за что в 1909 году был сослан на 2,5 года. После ссылки семья переехала в Майкоп, где отец погиб в боях за революцию в 1918 году в рядах 1-го Майкопского революционного полка. У Ивана Власова было четверо детей — сын Пётр и 3 дочки — Анна, Мария и Клавдия.

### Образование
Окончил фабрично-заводское училище по специальности «слесарь-монтажник». Позже получил образование в заочном коммунистическом вузе.

### Трудовая деятельность
В 1915—1926 годах ученик слесаря в механических мастерских, слесарь дубильного завода в Майкопе.
В 1926—1927 годах секретарь райкома ВЛКСМ, заведующий организационным отделом, секретарь окружкома ВЛКСМ, директор спиртового завода, заведующий отделом окрпрофсовета в Майкопе.
В 1927—1930 годах заместитель председателя Белореченского и Тихорецкого райпрофсоветов, председатель крайкома профсоюза работников машинно-тракторных станций в Ростове.
В 1933—1936 годах заместитель начальника политического отдела, заместитель директора по политической части Успенской машинно-тракторной станции.
В 1936—1937 годах второй секретарь Северского райкома ВКП(б) (Ильинский район Азово-Черноморского края).
В 1937—1938 годах председатель Краснодарского городского совета.
В 1938—1941 годах инспектор Мариупольского рыбоконсервного комбината, заместитель управляющего Азово-Черноморским государственным рыбным трестом в Краснодаре.
С февраля по август 1941 года первый заместитель наркома, с августа 1941 по май 1942 года врид наркома. С мая 1942 по июль 1944 года первый заместитель наркома рыбной промышленности Казахской ССР.
В июле 1944 года направлен в распоряжение Наркомата рыбной промышленности СССР.
В 1944—1947 годах заместитель начальника Главчеррыбпрома.
В 1947—1948 годах управляющий трестом мукомольной промышленности.
В 1948—1952 годах управляющий трестом «Росглавхлеб» в Краснодаре.
В 1952—1953 годах председатель правления Кубано-Черноморского рыбакколхозсоюза
В 1953—1955 годах председатель крайрыбакколхозсоюза в Краснодаре.
В 1956—1960 годах директор базы городского управления кооперативной торговли, заместитель управляющего консервным трестом, заместитель начальника Краевого управления продовольственных товаров, заместитель начальника Краевого управления пищевой промышленности в г. Краснодар.
С апреля 1960 года на пенсии.
В 1961—1967 годах инженер по организации труда и зарплаты Крайрыбакколхозсоюза в Краснодаре.